# Bevisbyrde
|  | Dublet Denne artikel handler om det samme som Omvendt bevisbyrde. (Diskutér artiklen) |

Bevisbyrde eller pligt til at føre bevis (latin: onus probandi) betegner den forpligtelse, som den anklagende part i en retssag har til at fremskaffe bevis om sagens forhold. Kan vedkommende ikke det, kan den sagsøgte ikke dømmes.
I en civil retssag har sagsøgeren i udgangspunktet bevisbyrden, mens det i en straffesag er anklagemyndigheden, der må løfte bevisbyrden. Den, der ikke har bevisbyrden, er uskyldig til det modsatte er bevist og behøver således ikke at fremskaffe noget bevis for at støtte sin påstand; dog undtaget sager, hvor der er omvendt bevisbyrde.